# Städteexpress

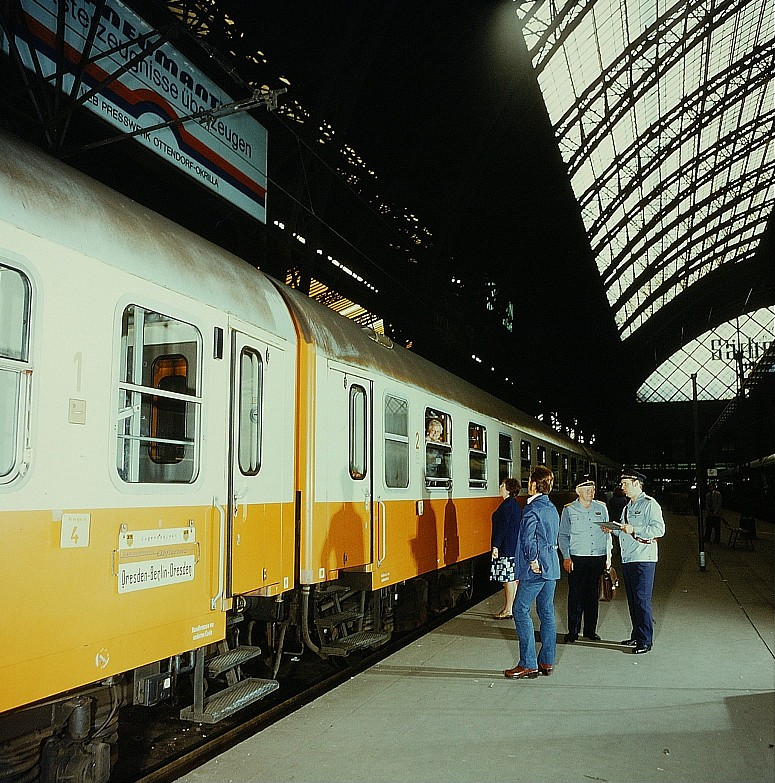
Un treno Städteexpress in partenza dalla stazione centrale di Dresda

Gli Städteexpress (abbreviati in Ex; letteralmente: «espressi fra città») erano i treni rapidi a lunga percorrenza in servizio sulle ferrovie della Germania orientale dal 1976 al 1991.

## Storia
Negli anni settanta del XX secolo, le ferrovie della Germania orientale ipotizzarono di introdurre un servizio di treni rapidi per collegare la capitale, Berlino Est, alle città capoluogo di distretto, a integrazione dell'inefficiente servizio Städteschnellverkehr.
L'introduzione della nuova categoria di treni fu rallentata dalla mancanza di carrozze adatte: infatti gli accordi economici del COMECON imponevano all'industria ferroviaria tedesco-orientale di destinare gran parte della produzione all'esportazione verso gli altri Stati del blocco comunista.
Nel 1976, tuttavia, si rese disponibile una serie di 103 carrozze Y/B 70 in origine destinate alle ferrovie cecoslovacche, che per problemi interni non avevano potuto acquistarle: tali carrozze vennero così acquisite dalle ferrovie tedesco-orientali consentendo di dare l'avvio al servizio.
Gli Städteexpress furono in servizio fino alla riunificazione tedesca: furono soppressi in considerazione del loro standard qualitativo nettamente inferiore a quello dei loro corrispondenti occidentali (gli Intercity) e del forte calo del traffico ferroviario conseguente alla riunificazione.

## Caratteristiche
I treni Städteexpress collegavano le maggiori città della Repubblica a Berlino Est, partendo di buon mattino; la corsa di ritorno, dalla capitale alle città periferiche, veniva effettuata nel tardo pomeriggio. In ciò gli Städteexpress si differenziavano dagli Intercity della Germania occidentale, dove ogni relazione era servita più volte al giorno nei due sensi, ad orari cadenzati. D'altronde l'uso degli Städteexpress, date le condizioni sociali della Germania orientale, era di fatto limitata alle personalità del Partito e della burocrazia locale che avevano necessità di recarsi nella capitale per motivi di lavoro; ad essi si aggiunsero negli anni immediatamente precedenti al 1987 i lavoratori edili che dalle province affluivano giornalmente nella capitale per i lavori di preparazione del 750º anniversario della città tenutosi in quell'anno.
Anche nei tempi di percorrenza gli Städteexpress perdevano nettamente il confronto con gli Intercity occidentali, anche perché la velocità massima consentita sull'intera rete tedesco-orientale non superava mai i 120 km/h: la relazione più rapida, il Petermännchen da e per Schwerin, aveva una velocità commerciale di soli 99 km/h, mentre la relazione più lenta, il Rennsteig da e per Meiningen, scendeva addirittura a 66 km/h, con partenza mattinale alle 3.45 pur in assenza di carrozze letti o cuccette.
Gli interni, pur essendo di maggiore comfort rispetto alla media dei treni tedesco-orientali, restavano comunque distanti dagli standard occidentali: tutte le carrozze erano a scompartimenti, e in quelle di 2ª classe erano in uso panche a quattro posti, come nella Germania occidentale si trovavano ormai solo su alcuni treni locali. Il servizio ristorante era esercito come d'abitudine dalla Mitropa, coadiuvata da membri dell'organizzazione giovanile del Partito che svolgevano lavoro "volontario" per tamponare la cronica mancanza di personale specializzato.
Le carrozze erano verniciate in una vivace livrea arancio e crema.

## Tariffa
I treni, di 1ª e 2ª classe, erano accessibili dietro pagamento di un supplemento rapido.